# Kráľová (vodní nádrž)
Kráľová, také známá pod jménem Kaskády, je víceúčelové vodní dílo na Váhu, mezi Seredí a Šaľou na říčním kilometru 44,2 až 78,6. VD Selice není VD Králová, čili jsou to dvě rozdílná díla.

## Využití
Dílo bylo dokončeno v roce 1985 za účelem
- energetického využití Váhu
- protipovodňové ochrany přilehlých území
- těžby štěrkopísků
- vytvoření zásobárny zavlažovací vody
- splavnění daného úseku Váhu
- chovu ryb
- vytvoření prostředí pro rekreaci a vodní sporty

Je součástí Vážské vodní cesty.

### Číselné údaje
- Výkon elektrárny: 45 MW
- Rozměry plavební komory: 110×24×4,5 m (třída VI.a)

## Galerie

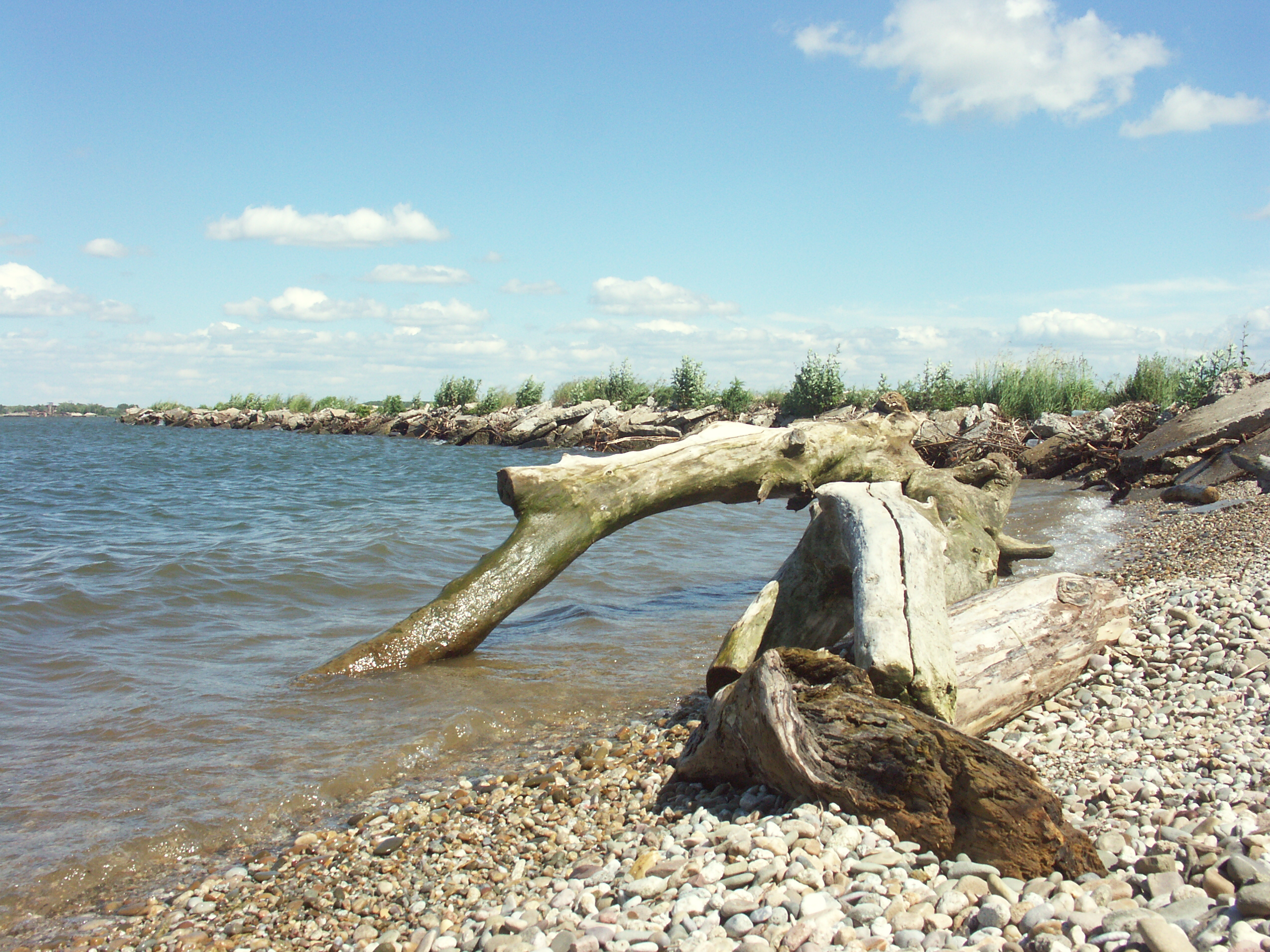
Vodní dílo Kráľová (Kaskády)
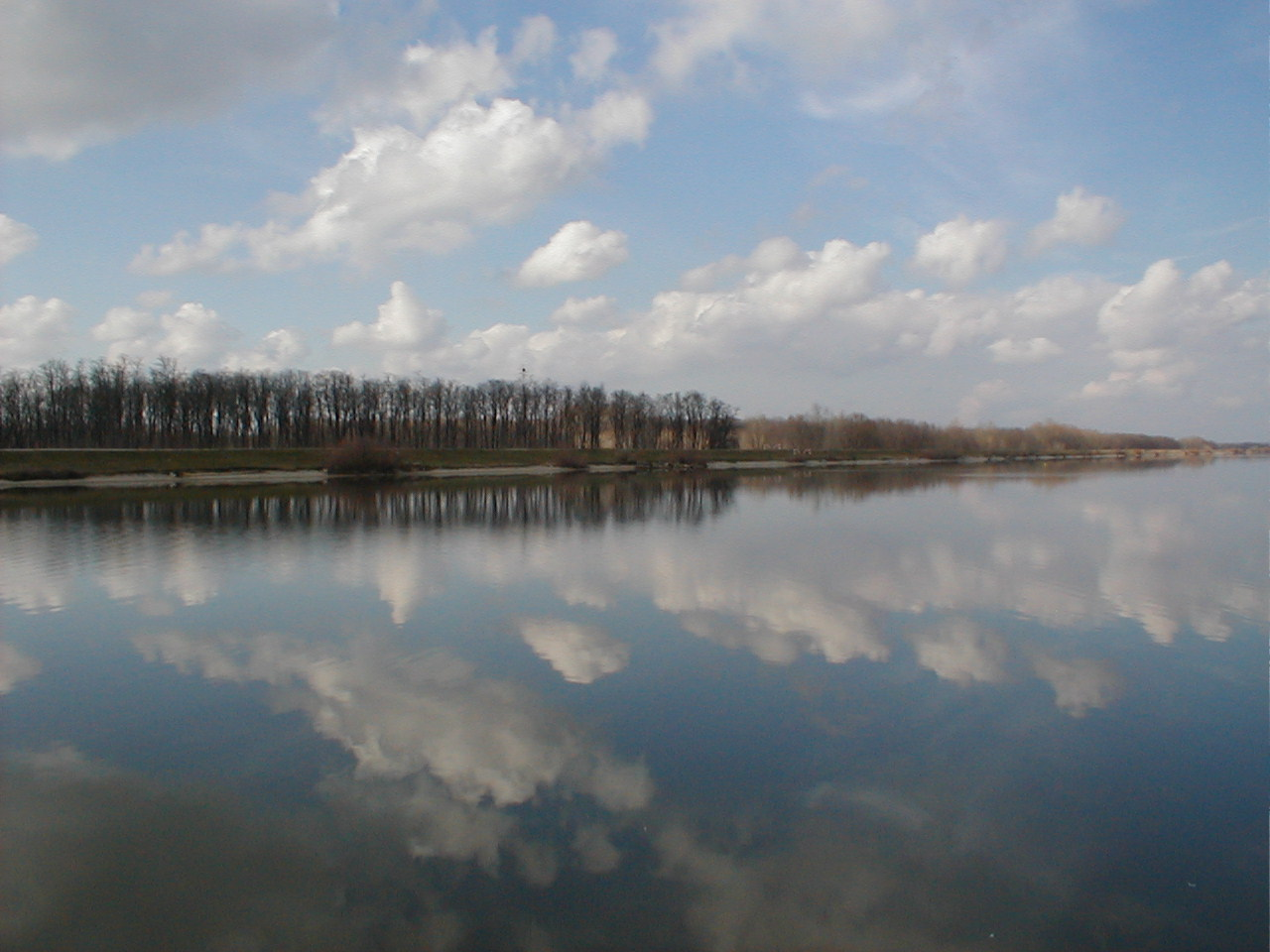
Kráľová (Kaskády)
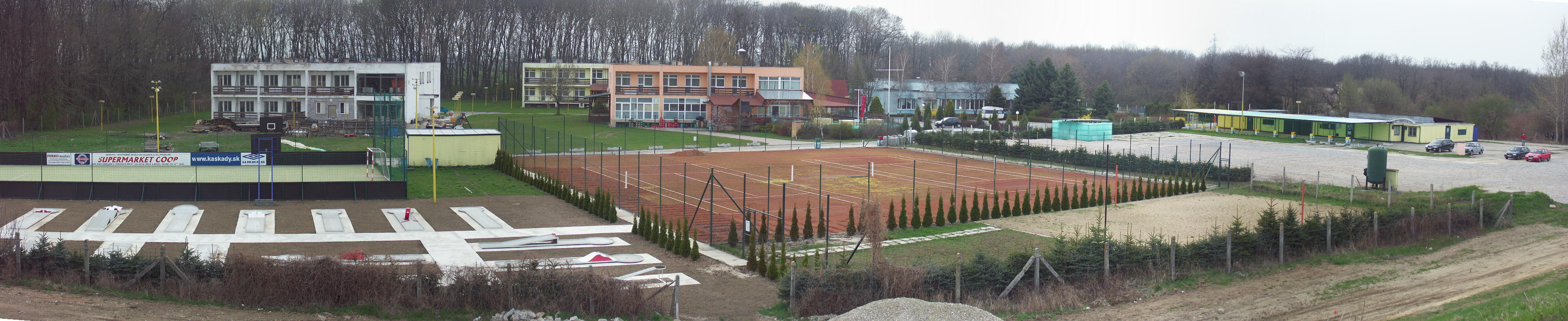
Sportovní zařízení s ubytovnou
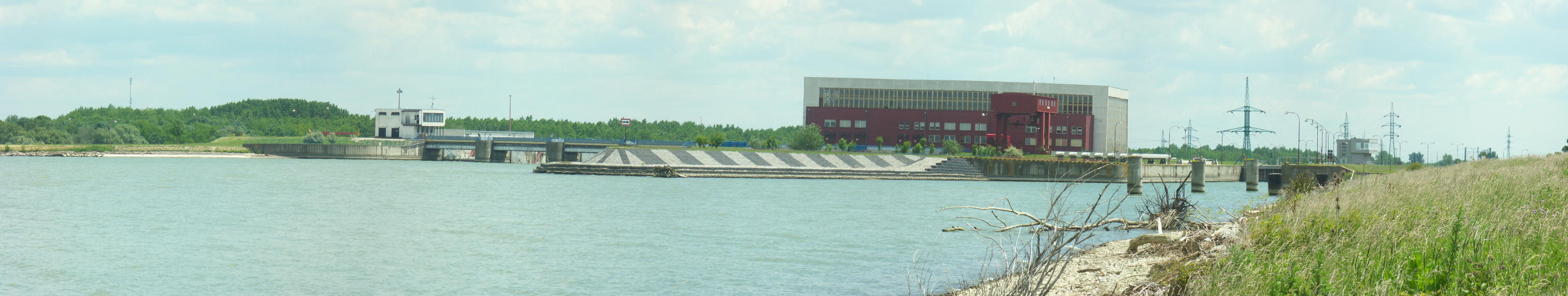
Pohled na elektrárnu